# がんばれ!!タブチくん!!
『がんばれ!! タブチくん!!』は、元阪神タイガース・西武ライオンズのプロ野球選手・田淵幸一をモデルにした主人公・タブチくんとその周囲の人々を描く、いしいひさいち作の4コマ漫画である。

## 概要
『漫画アクション』に『くるくるパーティー』という題名で連載され、1979年に双葉社より現名称で単行本全3巻が刊行された。実在の有名人をモデルとしたキャラクターによるギャグ漫画、というジャンルを確立させた記念すべき作品であり、1979年から1980年にかけてはアニメ映画が3作品制作されている。漫画は阪神タイガース在籍末期（1978年）から開始しているが劇場版アニメでは西武ライオンズに移籍したばかりで田淵が捕手を務めていたり、広岡のヤクルト監督辞任、長嶋の監督退任会見が描かれるなど、西武移籍後の1979年 -1980年がストーリーの中心となる。
連載終了後も、いしいの手によりプロ野球を題材とした4コマ漫画は多数制作されており、それらの一部を収録した単行本『タブチくん』が1985年から1989年にかけて全5巻で刊行されている。登場人物の姓はほとんどが片仮名だが、一部は漢字で表される。

## 登場人物

### タブチくんの周辺
タブチくん
主人公。プロ野球選手で、肥満体で巨漢のキャッチャー。西武ライオンズでは看板スターとして重宝されている。守備ではパスボール、送球すれば暴投し時には、マウンド上の投手を直撃する事もといった凡ミスの常習犯。打撃では当たれば大きいが、三振の方が圧倒的に多い上、ヒット性の当りを打っても足があまりに遅く一塁でアウトになることがしばしばで、酷い場合は時間をかけてからアウトにされたり、まだアウトになってもいないのに味方にすらアウトと言われる。そのため、「絶対に不可能な事の例え」としてタブチのランニングホームラン略して「タブラン」という新語まで作られてしまった。彼が出ていない試合ではチームが圧勝するという回も存在している。もっとも本人もそれは自覚しているようで、原作では指名打者として試合に出た際、ヤジ係をしたが、打席に立ったアリトーのことを他の選手に聞き、自分と比較し感心して応援するシーンがある。アニメでも痩せようとしたり、トレーニングをするなど本人なりに真面目にやっており、回によっては野球選手らしからぬ方法で勝利に貢献したこともある。また、アニメ版では前述の当たりの悪さを逆手に取られ、「あなたに当たらぬわけがない」というキャッチコピーで宝くじのCMに起用されたことがある。
私生活でもだらしなく、妻の気苦労が絶えず、監督やチームメイトからの信頼も薄く、観客や審判、さらには実況者からも散々に扱われ、酷い言われるなど周囲には恵まれず、一見すれば誰からも嫌われているように見えるが基本的には穏やかで人が良く憎めない性格で、所属球団の中では目立つ存在であり、逆に彼が出ないと野次が飛んだこともある。
元は大阪在住でたこ焼きが好物だったが、阪神タイガースから西武ライオンズにトレードに出され、埼玉県の小手指（西武線沿線）に移住する。このことがきっかけでトレードについて非常にナーバスになってしまい、兆候があると時と場合を考えずあちこちに電話するほどになる。アニメではトレードがきっかけでノイローゼになり、「トレード」という言葉の一部分でも聞くと踊りだすこともあった。もっとも、阪神時代末期から「日本ハムと金銭トレード キロ当たり250円か?」や「南海と電車5台トレード」等トレードの事をスポーツ新聞で書きたてられていたことからトレードに対してはかなり敏感になっていた。他にも当時の大相撲の横綱・輪島とタブチをトレードするというネタが描かれている。
負傷による聴力の低下や病気治療のための投薬による肥満により、成績が極端に落ち始めた頃の田淵幸一をネタにして、いしいの初期作品4コマに登場したのがその始まりで当初は独立した連載作品ではなかった。このため、初期作品を見た本人は激怒したが、後には掲載誌を買って読んでは爆笑していたという。 田淵本人は後年のバラエティ番組出演の際「一回も取材は受けていない。（家庭で起きたこととよく似たエピソードが登場しており）何もしゃべってないのに誰かに全部バラされてた」と語る。
その他のキャラもそうであるが、あくまでモデルであって本人とは異なり、特にアニメで顕著である。監督のサインの意味を間違えて指示に従わなかった、ささやき戦術を行使し失敗する、相手チームのキャッチャーを脅すなど、ギャグとして描かれている。
2020年1月に田淵幸一が野球殿堂入りを果たした際にコメントを求められたいしいは、「タブチくんのコメント」として「殿堂入りは当然と思います。もう2度と足を引っ張ったりしません。おめでとうございます」と祝福した。
ミヨコ夫人
タブチくんの妻。夫とは対照的にスマートでスタイルもよく、美人。タブチくんのホームラン自慢につき合わされたり、シーズンオフに自宅で自堕落しているタブチくんの尻を蹴飛ばしたり、経済観念が無い割りに細かいところでセコいタブチくんに悩まされたりと、気苦労が絶えない。一方で、つまらない映画を見てしまい「あなたスクリーン破いてきなさいよ」と言ったり巨漢の夫に暴力行動を示唆して逆に諌められたりもするなど時に過激な人で周囲のように旦那を馬鹿にしたりすることもしばしばだが、なんのかんのといって夫婦仲は良い。タブチくんは彼女に対して基本的に敬語で話す。アニメのOPの2番の歌詞には「年上女房の愛のムチ やればできます」という一節があり、少なくともアニメ版ではタブチくんよりも年上という設定。
モデルは田淵の前妻で、連載中はいしいや映画スタッフに対して家庭内のネタを提供していたという。実際の前妻の名前はミヨコではない。前述のようにタブチくんとミヨコ夫人は夫婦仲がいいという設定であるため、後に田淵が離婚・再婚した後もタブチくんの妻はミヨコのままである。
フルサワくん
タブチくんとバッテリーを組むことが多いピッチャー。タブチくんのせいで余計な苦労を背負い込むことが多く、どちらが“女房役”（普通はキャッチャーのことを指す）かわからない。作品の中で阪神タイガースからタブチくんと一緒に西武ライオンズに移籍し、ほぼ全期間、タブチくんと同じチームに所属している腐れ縁であり、タブチくんの人柄も知っているためか仲は良い。
ユニフォーム時は帽子を深くかぶっているため目をほとんど見せない。
原作では西武へのトレードが納得できず、阪神電車の線路に置石をしに行ったこともあるがエナツさんの縄張りのため未遂で終わる。タブチくんもこのとき置石しようとしていた。アニメではこうした過激な面は抑えられていたが、それでも留守と思ったがタブチくんがいた邸宅に上がり込んでタンスを物色したりなどしている。
モデルは田淵と同時にライオンズにトレードで移籍し、後に広島東洋カープでも活躍した古沢憲司。田淵自身の著作によると、最初に本作を田淵にすすめたのは古沢だという。

### 阪神タイガース
ゴトー監督
原作初期の阪神タイガースの監督。タブチくんをはじめ不甲斐ないチームにも一切怒るようなことはせず、すっかり寂しくなった頭を悩ませる。結局、球団創立以来初の最下位に終わった責任を取る形で解任され、さらに会費をめぐりチーム内で揉めたため選手たちにもお別れパーティーを開いてもらえず、寂しくチームを去った。原作では、辞任直後に椅子に乗って部屋の電球を換えていたところを、謝罪のために自宅を訪れたタブチが、その光景を首吊り自殺を図っていると勘違いし押し倒されている。
アニメではタブチくんの地元のリトルリーグチームである小手指リトルライオンズの監督として登場する。本業は乾物屋。原作でゴトー監督のネタとして描かれたもののいくつかは、アニメではネモト監督に代えて使われている。
モデルは田淵の大学の大先輩で同球団OBの後藤次男。
他の主だった選手
- カケフ選手 - モデルは掛布雅之。
- オカダ選手 - モデルは岡田彰布。
- エモト選手 - モデルは江本孟紀。

### 西武ライオンズ
ネモト監督西武ライオンズの監督。タブチくんの最大の被害者で、彼をはじめとする一軍チームのだらしなさに頭と胃を痛める日々を送っている。それでも、人間的におおらかなタブチくんをそれなりに信頼している。
ミヨ子同様、原作・アニメともに、タブチくんに巨大ボールを使う等のやりすぎた特訓を行うシーンもある。
原作では前身のクラウンライターライオンズ時代にも、ニシモト、ヒロセ、カネダ、オオサワとの阪急以外の5球団の監督が自棄酒を飲み歩く場面で一度登場している。
モデルは根本陸夫。実際には田淵の獲得と、のちの広岡の西武監督招聘を画策した一人である。
ツツミオーナー西武球団の社長、オーナー。ネモト監督とともに問題の多いライオンズの面々に日々頭を悩ませ、事あるごとに救心を頼る日々が続いている。アニメの方が出番が多く、タブチくんが全ポジションをやる「タブチデー」や自分のチームが有利になる「科学的管理野球」などを思いついては、自らトラブルメーカーになってしまうこともあった。
モデルは堤義明。漫画、アニメともにかなりイジられていたが、堤本人やプリンスホテル・西武鉄道を始めとする西武ホールディングスグループ各社（西武グループ）および、西武百貨店など旧セゾングループ各社が特に本作に抗議するなど言及したことはない。
ドイ選手4番・ファースト。西武ライオンズのスターティングメンバーのシーンなどに登場。
モデルは土井正博。
他の主だった選手
- ノムラ選手 - 控えのキャッチャー。モデルは野村克也。タブチくんにとってはチームメイトでの天敵で、タブチくんのヘマをしてすぐ交代するのだとすぐに準備するなど卑しい性格だが一方で、スズキ投手みたいになるのが嫌で試合を抜け出し、逃げるなど無責任で情けない一面を持っている。
- マツヌマ兄弟 - モデルは松沼博久と松沼雅之。出番は兄のほうが多く、兄は原作ではシマダ選手に対する牽制球の際にボールをぶつけられた。
- モリ投手 - モデルは森繁和。マツヌマ兄同様、原作ではシマダ選手に対する牽制球の際にボールをぶつけられた[23]。
- ヒガシオ投手 - モデルは東尾修。アニメでフクモト選手に対する牽制球の際にボールをぶつけられた。原作ではチームのだらしなさに自分の登板時にまずいプレーをする味方守備陣に対して「8人の敵がいる」と奥さんに愚痴るシーンも[24]。
- タイロン選手 - モデルはジム・タイロン。史実では1979年後期から加入したが、アニメでは同年前期開幕戦から登場。

### ヤクルトスワローズ
作者のいしいがスワローズファンのため、原作のほうが登場回数が多い。
ヤスダ投手ヤクルトスワローズの投手。大学リーグ時代からのタブチくんの悪友で、何かと理由をつけて自宅を訪れ、冷やかしたりするものの将棋をするなど根っから仲が悪いわけではない。大学時代には何本か「ホームランを打たせてやった」らしい。その代わりに何球か死球をぶつけたこともあるという。
短駆のサイドスローの投手で球速はあまりなく、それを補うためかいくつもの魔球を編み出しているが、そのたびに捕手のオーヤくんやヒロオカ監督から呆れられたり殴られたりしている。海外キャンプ先でロードサイドで「JAPANIEZE」製品の路地販売をしたり、禁酒禁煙の西武キャンプに行商し、ハイライトを1箱1,500円で販売したり他チームのキャンプに行商に行ったりするなど問題行動が多い。
巨人のジョン・シピンが出てきたときに尿瓶呼ばわりする等試合中ヤジを飛ばすことも多いが、徹夜でおいちょかぶをやった次の日の試合時、間違えて相手チームのベンチに下がってしまい、自軍の選手にヤジを飛ばしてし、自軍の選手を間抜け面ばかりとまで言っている。
投げると同時にバッターにヤジを飛ばして憤激させることでタイミングをずらし、ハリモトら巨人軍の名だたるバッターを次々三振に討ち取ったこともあるが、ナカハタら特徴をよく知らない新人選手を代打に出されて打ち込まれて交代させられた。
原作、アニメともに馬が合わなかったヒロオカさんが監督を辞任する際、わざわざ自宅に嫌みの電話をかけているが電話の時点ではまだ正式に退団届を出しておらず、アニメでは置き土産に2軍行きを命じられている。原作には娘が登場し「お父ちゃん、ひもじいよ」のセリフで同情を引こうと画策するためか、契約更改に同席させたり、父親同様ヒロオカに殴られる描写がある。他に、マウンドの横に娘を立たせ、性別は不明だがもう一人子供を背負って投げ、「また、カミサンに逃げられたのか?」とコーチが囁くシーンがある。副業なのかは不明だが、アニメでは「安田書店」という本屋を経営しており、タブチも立ち読みに近所の子供たちと訪れるシーンでは店番をする描写がある。他にも海外では日本の品を外国人に売っていた。アニメではヤスダそっくりの猫が登場していた。
モデルは安田猛。魔球は投げないものの、球界屈指の技巧派投手として知られていた。安田本人はヤスダの出ている漫画を初めて見て爆笑したという。
いしいの他作品では、コーチ就任後も登場していたが、ドバシ監督のなだめ役的な存在の常識人的なキャラに変更されている。
ヒロオカさん
原作中盤及びアニメ第1作でのヤクルトスワローズ監督。一見、クールでクレバーな人物だが、ヤスダとは馬が合わずカッとなることが多い。ヤスダがほとんど唯一、頭の上がらない人物。ストレス解消に無言電話をかけたり、大掃除で出てきた古い日記を見て過去の恨みを思い出し、カワカミ元監督の盆栽をだめにするなどのシーンが多数あり、陰険なところがある。
阪急との日本シリーズの最中、ウエダ監督にボロクソに言われ、阪急電鉄の線路に置石をしようとしたが行動を読まれて路線上に厳重な警備が敷かれていた。
1人になると感情をむき出しにすることがあり、1978年の球団初のリーグ優勝間近の際は監督室で高笑いをしていたが実は相手チームの監督室に間違えて入り、中にはナガシマ監督がいたので、すぐ何事もなかったように出ていっている。退団時、書き終えたばかりの辞表の上を虫が這ってだめにされたり、その後机の脚が折れたりしたために溜まっていた怒りが爆発。自宅でバットで大暴れするシーンもあった。
アニメ第2作ではスワローズ監督を辞任した為退団しており、テレビ中継の解説者として活躍していた。監督辞任間際に嫌みの電話をかけられた事を根に持っており、ヤスダに関しては毒舌が多い。また、タブチくんに対しては会話の中で「ツツミオーナーから話があってね…」もしくは「ツツミオーナーに偶然会ってね…」とたびたび脅す。
モデルは広岡達朗。ただし、独特のしゃべり方は声優の羽佐間道夫によるところが大きい。後に田淵のいる西武の監督となり、リーグ連覇および日本一にもなるが原作、アニメとも本作品ではそこまでは描かれず、他作品では西武監督時代やその後の評論家時代も描かれた。史実では広島コーチ時代の監督で、西武の監督から管理部長となった根本陸夫により招聘され、上記の「ツツミオーナーからの話」が図らずも実現する形になった。
アニメには精神修養のためにタブチくんが訪れた禅寺にヒロオカとよく似た容姿と性格の和尚や、この他彼に似たラーメン店店主、タクシー運転手が登場する。さらに彼そっくりのねずみも度々現れ、ヤスダ猫を逆に追いかけ回していた。
スズキ投手
王貞治に通算756号のホームランを打たれたことから、常に「王選手に756号を打たれたスズキ」と言われたため、家の表札は「王選手に756号を打たせてやったスズキ」とわずかな抵抗を見せていたが、宅配便の配送員には「人違いかな?」と言われてしまいアニメではひったくるように配達の品を受け取っている。
ヤスダ選手とともに、タブチ君に死球もぶつけている。
モデルは鈴木康二朗。
アニメでは、阪急のフクモトの盗塁記録達成の直前、その「現場の被害者」になることを恐れたノムラ、ヨシモト、オオイシら西武の捕手陣が「もしここで記録なんか作られたら俺たちはヤクルトのスズキさんみたいになっちゃうぞ」と言ったところで回想シーンとして登場。史実では福本の世界記録は1983年6月3日の対西武戦で達成されたため、本当に西武の選手たちが立ち会うことになった。その時の捕手は大石友好である。
オーヤ選手捕手。ヤスダが「新魔球」を編み出すたびに受けさせられる羽目になり、それに対し毎回ダメ出しをする。
モデルは当時のスワローズ正捕手で後の横浜ベイスターズ監督の大矢明彦。実際の大矢は温和な表情のソフトな人物であるが、いかつい顔つきの厳しい人物として描かれている。
マツゾノオーナーヤクルトスワローズのオーナー。原作で前述のヤスダ投手が巨人のジョン・シピンが出てきたときに尿瓶呼ばわりし、巨人＝年寄球団とヤジを飛ばした後、他の選手とともにハチミツやアリナミン等を差し入れてやるぞと皮肉を込めてヤジを飛ばしていたが、肝心の自社製品である「ヤクルト」が出てこないことに激怒し、ヒロオカ監督（アニメ映画第2作ではタケガミ監督）に抗議するシーンがある。
モデルは松園尚巳。
他の主だった選手
- オオスギ選手 - モデルは大杉勝男。1978年の日本シリーズ第7戦、足立光宏から打った疑惑のホームランをネタにした話もある。
- マツオカ投手 - モデルは松岡弘。
- ワカマツ選手 - モデルは若松勉。
- オカダさん - 応援団長、モデルは岡田正泰。

### 阪急ブレーブス
ヤマダ投手タブチくんをはじめ、アニメ1作品目で西武ライオンズの選手たちの相手チームである阪急ブレーブスの投手。
アニメでは、タブチくんを特徴あるアンダースローの投球でピッチャーフライに打ち取ったはずが、巨大扇風機でホームランにされたり、空振りの際にホームベースをぶつけられる等されている。
指名打者制度があるパ・リーグであるが、アニメでは打者としても登場した。
モデルは山田久志。実際に指名打者制導入後も山田は4度、公式戦で打席に立っており、特に1975年9月2日の対日本ハム戦9回には代打で出場し安打を放っており、この山田の安打がパ・リーグの指名打者制導入後に投手が打った初めての安打となった。ただし、西武戦で打席に立ったことはない。
フクモト選手タブチくんの天敵で、出塁すれば盗塁を決められている。タブチくんは送球すれば暴投で、フクモト選手が盗塁すると自軍の投手にぶつけたり審判を投げ飛ばすため、いつも悠々盗塁を決められている。
原作でもネモト監督が対策として、タブチくんの太っ腹を利用して一塁手に転向を検討するネタもあるが、史実では1980年に一塁手及び指名打者での出場が主体となった。また、阪神時代にも時折一塁や外野での出場があり、本作でも描かれている。
モデルは福本豊。史実では福本が捕手・田淵の場面で盗塁を試みたケースは西武移籍初年度の1979年に2度あるだけで成功1、失敗1である。
ウエダ監督原作開始時の阪急ブレーブスの監督。
前述のようにヤクルトとの日本シリーズの際、圧勝した後のヒーローインタビューでヤクルトを甘く見た発言をし、それを聞いたヒロオカ監督が阪急電鉄の線路に置石をしようとした。1978年のペナント中、他の球団のファンより「パ・リーグの人気がないのは王者　阪急に人気がないから」「パ・リーグの火を消すな、阪急」と言われたことに腹を立て、パ・リーグの火を消すべくユニフォームを消防服に変更したこともある。
モデルは上田利治。
ヤマグチ投手アニメ3作品目でヤマダ投手に代わり登場した阪急ブレーブスの投手。
ピッチャーゴロに打ち取ったはずのタブチくんをツツミオーナーが考案した科学的管理野球の名のもと、コンピューター制御された球場の力を借りて2塁まで悠々と進塁されてしまう。その後、さらに3塁まで進塁されそうになり他の選手とともに必死に阻止するはめになる。
モデルは山口高志。
マルカーノ選手アニメ3作品目で登場した阪急ブレーブスの助っ人外国人選手。
ツツミオーナーが考案した科学的管理野球の名のもと、コンピューター制御された球場の力のおかげでホームランを潰されてしまう。
モデルはボビー・マルカーノ。

### 日本ハムファイターズ
シマダ選手原作でのタブチくんの天敵。アニメでも、送球すれば暴投で、自軍の投手及びバッターのカシワバラ選手にぶつけるため、簡単に盗塁を決められていた。2塁ベース上でタブチくんのひどい暴投を見て笑うほど余裕を見せていた。
モデルは島田誠で、実際に1979年の西武戦で野村克也に対して2盗、3盗およびホームスチールのパーフェクトスチールを達成しており、そのためかアニメでもノムラ選手はネモト監督にタブチくんより肩が弱いと見なされている。史実では現役晩年に福岡ダイエーホークスで、田淵とは監督と選手の間柄になっている。
キダ投手アニメ3作品目で登場した日本ハムの投手。キダ投手が登板した日のホームラン賞がテレビだったので、自宅のテレビが壊れたタブチ君は張り切るものの三振に打ち取られて、試合にも敗れる。勝利投手賞もテレビだったが既にテレビを複数持っていたキダ投手はヒーローインタビューの際「お世話になったタブチさんにあげちゃって」と発言、しかしタブチはこれを屈辱として拒否した。
モデルは木田勇。

### 近鉄バファローズ
マニエル選手セ・パ両リーグでのホームラン王を目指すタブチくんにとって、打撃面での天敵。原作、アニメともにタブチくんが1本ホームランを打つと4〜5本ホームランを打ってしまうため、どんどん突き放されてしまう。
アニメでは、タブチくんがマニエルの秘密を探ろうと、変装してバットを入手し調査するシーンがある。
モデルはチャーリー・マニエルで、原作当初はヤクルトに在籍していたものの、ヤスダ投手の会話やホームランを打つ場面が出てくるだけで、本格的な登場は1979年の近鉄バファローズ移籍後。また同年、顎に死球を受けたことにより、復帰後は顎への防御用のフェイスマスクを付けた特殊なヘルメットを使用したが、アニメでも特殊ヘルメットを表現していた。
ニシモト監督アニメ第2作『激闘ペナントレース』に登場する。オールスター監督推薦を狙うタブチくんがニシモト監督の前で目立とうとするが、タブチくんは近鉄の選手を怪我させてしまい、ニシモト監督に「おどかしとるんや、ワシの事」と誤解される。最後はタブチくんが打った打球がニシモト監督に直撃、その夜のプロ野球ニュースで包帯だらけの姿で現れ、タブチくんを監督推薦するが、そのコメントが「ワシかて命は大切や」。
原作ではV2間近の際、記者から「(優勝)マジックが減っていくのが楽しみですね」と聞かれたが「最後まで必死にやらなあかんのや」と返答。しかし肝心の選手達が浮かれてしまい、球団事務所のマジックがなくなるほどサインを書きまくる様子をみて激怒するシーンがある。
モデルは西本幸雄。
ヤマグチ投手『激闘ペナントレース』に登場。タブチくんに80数球連続ファウルを打たれてへとへとになったり、低めのボール球をゴルフスイングで打たれた球がフェンスに空いた穴に入って逆転サヨナラホームランになるなど、損な役回りが多い。
モデルは山口哲治。

### 読売ジャイアンツ
ナカハタ選手原作の登場当時はヤスダ選手の項目で紹介した通り特徴がない新人選手であったが、その後のいしい作品およびアニメでは豹変。打席では「ゼッコーチョーッ!」と叫びながらバットを振り、送りバントを処理しようと打者の目の前まで迫ったり、勢いあまって打者に突撃したりする。満月の夜は興奮し、バックスクリーンの天辺まで登って「ゼッコーチョーッ!」と雄叫びを上げる。
モデルは中畑清。いしいによると、中畑が現役時代、自宅に集まった記者の面前に下着を着けずに現れたというエピソードから、野性的なキャラクターの設定ができたという。

### その他
魔球号ヤスダの愛車。ボロボロにくたびれた2ドアセダン。ボディにも接ぎ跡が残っているにもかかわらず、ドライバーもなく周囲を自由意志で駆け回る。そのため、普段は犬小屋のような車庫に鎖でつながれている。しかし、なぜかヤスダが乗るとスピードが出ず、耕耘機や自転車にまで抜かれてしまうためチームメイトからは「走る棺桶」とまで言われている。実際、娘を同乗させて運転中、ブレーキが効かず電柱に衝突しそうになったが、ぶつかる直前でエンストを起こしたために助かった。

## アニメ映画
全作品東宝東和の配給。西武在籍時代のタブチを主人公に、どの作品も「1回裏」「2回表」といったサブタイトル（奇数回は「○回裏」、偶数回は「×回表」）を冠したオムニバス形式。第2作『激闘ペナントレース』と第3作『あゝツッパリ人生』には「9回表」の後に「延長戦」がある。
観客動員数は3作計で延べ300万人。
本作では10分弱の短編をオムニバス形式で繋げ、途中入場者や長編の鑑賞に耐えられない児童でも鑑賞できるよう、「マルチラウンド方式」というものが導入されたが本作以外では、後年のプロ野球を10倍楽しく見る方法（映画版）に採用されたのみだった。
第2作と第3作では、当時『プロ野球ニュース』のキャスターを務めていた佐々木信也がスペシャル・アドバイザーとして参加し、佐々木自身も本人役で出演している。宮崎美子が出演していたミノルタ（現：コニカミノルタホールディングス）や掛布雅之出演の金鳥蚊取りマットや樹木希林、岸本加世子出演のフジカラー（富士フイルム）と、当時放送されていたテレビCMまでパロディ化されていた。
当初、タブチ役の声優には監督の芝山の提案で渥美清の起用が考えられていたが、ギャラやスケジュールの都合から実現せず、西田敏行が起用された。また、映画の好評からテレビアニメ化も企画されたが、こちらも西田が多忙のためスケジュールが取れず実現しなかった。
山本又一朗によると、アニメ映画は山本が同時期に手がけていた実写映画『太陽を盗んだ男』の製作費補填が目的だったことを明らかにしている。漫画原作がすでにあるアニメ作品なら限られた期間内でフットワーク良く作られるし、同作は表情豊かなキャラが無駄のないシンプルな絵柄で出来ていて製作費も多大でないと判断した。結果本作は大ヒットを記録し、『太陽を盗んだ男』の製作費は全て賄えた。山本は「『がんばれ!!タブチくん!!』がなかったら、『太陽を盗んだ男』の製作で僕は億を超える負債を背負い込み、立ち上がれなかったかも知れない」と述べている。
多くの選手が実名で登場することから肖像権等の権利問題で映像ソフト化が難しい作品の一つだったが、田淵幸一の背番号22に合わせ2008年2月22日に東宝からDVD（「トリプルヘッダーBOX」と称したBOXと単品）が発売された。
2009年のライオンズ・クラシックにおいて一部の試合でゲーム後に、西武ドーム（現：ベルーナドーム）のバックスクリーンの電光掲示板「Lビジョン」にて上映された。
2024年10月17日に西田敏行が死去したため、YouTube「TMSアニメ公式チャンネル」では「追悼配信」として、同年11月16日から第1作が期間限定無料配信がおこなわれている。なお冒頭の「東京ムービー新社 作品」は、「トムス・エンタテインメント作品」に差し替えた。

### 全作概要

#### 声の出演
- タブチくん：西田敏行
- ミヨ子夫人：二木てるみ
- ツツミオーナー：肝付兼太
- ネモト監督：内海賢二
- ヒロオカ：羽佐間道夫
- ヤスダ：青野武
- 記者C（第1弾）、記者（第2弾）、フルサワ（第3弾）：富山敬
- カネダ（第2弾）：納谷悟朗
- ナガシマ（第3弾）：伊武雅之
- ササキ（第2弾・第3弾）：佐々木信也（スペシャル・アドバイザー）※特別出演
- 場内アナウンサー（第2弾）：佐々木なほ子（文化放送）※特別出演
- 八奈見乗児、納谷六朗、上田敏也、たてかべ和也、桑原たけし、池田勝、池水通洋、津嘉山正種、松金よね子、安原義人、緒方賢一、村山明、高橋ひろ子、広瀬正志、荒川保男、島中須美、田中真弓、野沢雅子、石丸博也、千田光男、田中亮一、近藤真紀子、永井一郎、兼本新吾、野島昭生、増岡弘、作間功、玄田哲章、若本紀昭、鈴置洋孝、塩見竜介、丸山裕子、山本圭子、井上瑶、小宮和枝、三田ゆう子、原田英樹

#### スタッフ
- 製作：藤岡豊、山本又一朗
- 製作補（第1弾・第2弾）→プロデューサー（第3弾）：片山哲生
- 原作：いしいひさいち
- 脚本構成：高屋敷英夫（第2弾・第3弾）
- 作画監督：小林治、香西隆男（第1弾）、前田実（第2弾・第3弾）
- 美術監督：門野真理子
- 撮影監督：高橋宏固
- 編集：鶴渕允寿
- 録音監督：伊達渉（第1弾・第2弾）、山崎あきら（第3弾）
- 音楽：乾裕樹（第1弾・第2弾）、京建輔（第2弾・第3弾）、小林泉美（第3弾）
- 選曲：鈴木清司
- 制作担当：赤川茂、向坪利次（第3弾）
- 監督：芝山努
- キャラクターデザイン：山田みちしろ
- 作画：亜細亜堂、スタジオジュニオ、動画工房、スタジオコクピット、マジックバス
- 彩色：スタジオジュニオ、信映プロ、イージーワールド、スタジオキリー、サンライズスタジオ
- ネガ編集：鶴渕友彰、高橋和子
- 効果：倉橋静男
- 録音調整：前田仁信
- タイトル：高具秀雄、井上直樹
- 色指定：砂川千里（第1弾・第2弾）
- 制作デスク：松本理人（第1弾）、向坪利次（第2弾）
- 文芸：小野田博之（第1弾・第2弾）
- 製作進行：岩田幹宏（第1弾・第2弾）、水沼健二（第1弾・第2弾）、圓司正幸、柳内一彦（第3弾）、長井圭次（第3弾）、菅原啓太（第3弾）
- 録音：東北新社
- 現像：東洋現像所
- 製作協力：東京ムービー
- 制作：東京ムービー新社

#### 主題歌
- オープニング『がんばれ!! タブチくん!!』
  - 唄：クレージー・パーティー、作詞：岡田富美子、作曲：根本要、編曲：乾裕樹
- 第1弾エンディング『WAOH!』
  - 唄：クレージー・パーティー、作詞・作曲：根本要、編曲：乾裕樹
- 第2弾・第3弾エンディング『がんばれば愛』
  - 唄：クレージー・パーティー、作詞：伊藤アキラ、作曲：大滝詠一、編曲：乾裕樹、コーラスアレンジ：宿霧十軒（ノークレジット）

クレージー・パーティー名義で歌唱を担当したのは作曲も担当している根本要で、根本は後にスターダストレビューのボーカルとしてデビューすることになる。『がんばれば愛』のバックコーラスは作曲した大滝詠一自身による歌唱で多重録音である。

### がんばれ!! タブチくん!!
（1979年11月10日公開）
- 脚本：辻真先、金子裕、城山昇、出﨑哲、金春智子
- 絵コンテ：芝山努、小林治、岡崎稔、今沢哲男、永丘昭典
- 作画：須田裕美子、前田実、鈴木欽一郎、後藤真砂子 他

### がんばれ!! タブチくん!! 第2弾 激闘ペナントレース
（1980年5月3日公開）
- 脚本：辻真先、金子裕、金春智子、川島三郎、水谷龍二、高橋英樹
- 絵コンテ：芝山努、小林治、河内日出夫、永丘昭典
- 作画：須田裕美子、鈴木欽一郎、後藤真砂子 他

### がんばれ!! タブチくん!! 初笑い第3弾 あゝツッパリ人生
（1980年12月13日公開）
- 脚本：大久保昌一良、金春智子、桜井正明、城山昇、千葉一誠、チャンネルゼロ（みねぜっと、村上知彦、徳田俊之）
- 絵コンテ：小林治、河内日出夫、山田みちしろ、岡崎稔、永丘昭典
- 作画：須田裕美子、前田実、後藤真砂子、佐藤真人、大貫健一 他

## ジュニア版
- 双葉社のマンガ雑誌『100てんコミック』で、監修・いしいひさいち、シナリオ・みねぜっと、作画・尾崎みつお、斉藤輝彦でタブチくんが少年野球チーム「小手指ちびっこライオンズ」の監督として活躍するシリーズが連載された。また、この設定を引き継いだオリジナル漫画『それいけ!!ちびっこライオンズ』（双葉社100てんランドコミックス・全1巻）という作品もあった。但しタブチくんが主人公ではなくピート・ローズをモデルにしたミート・ローズが主人公になっている。

## プラモデル
- 映画公開時にバンダイから「がんばれタブチくん」と「それいけヤスダくん」というゼンマイ動力で動くプラモデルが発売されていた。

## コマーシャル
製薬会社・中外製薬の栄養ドリンク（新グロモント）のコマーシャルのイメージキャラクターに「タブチくん」を起用してイメージソングを「がんばれば愛」を起用した。

## パチンコ
- 2007年10月、大一商会より「CRAがんばれ!!タブチくん!!」として登場。直撃大当たり搭載の羽根モノ。